# ITIX
ITIX, Istituti Tecnici Informatica LinuX, è una raccolta di software didattici per Linux. Contiene quasi unicamente software libero e open source. ITIX è una distribuzione Linux che deriva dalla più famosa distribuzione Knoppix. Come Knoppix è disponibile sotto forma di live CD, cioè che può essere usata senza essere prima installato su disco rigido. In altri termini, mette a disposizione una macchina Linux completa che fa il boot da CD, senza richiedere partizionamenti e installazioni sull'hard disk.

## Target di riferimento
Su ITIX è preinstallato software libero per la didattica della scuola tecnica.
È distribuito sotto licenza GNU GPL 2.0.

## Elenco software
- NetBeans: Ambiente integrato di sviluppo per le tecnologie Java.
- Druid (database designer): strumento per definire e documentare il modello ER (Entità/Relazioni) di un DATABASE in modo grafico.
- LibreOffice: suite completa di software per le classiche attività di ufficio.
- MySQL Administrator: software che consente di controllare i propri server MySQL con una interfaccia grafica.
- Dia: programma di grafica vettoriale per realizzare diagrammi tecnici (diagrammi di flusso o flow chart, mappe di rete, schemi elettrici).
- Nvu: programma di web publishing per creare pagine web e gestire siti senza avere competenze tecniche o conoscenza di HTML.
- Umbrello UML Modeller: aiuta il processo di sviluppo del software usando il Linguaggio di Modellazione Unificato (UML).
- KDbg: front end grafico al GNU Debugger (GDB).
- LAM/MPI: LAM (Local Area Multicomputer); implementazione libera dello standard Message Passing Interface (MPI) per il calcolo parallelo.
- gEDA: GNU tools per il disegno elettronico.